# Sunniva Andersen
Sunniva Amalie Næs Andersen (* 12. November 1996 in Skien, Norwegen) ist eine norwegische Handballspielerin, die zuletzt für den norwegischen Erstligisten Vipers Kristiansand auflief.

## Karriere

### Im Verein
Andersen spielte in ihrer Geburtsstadt für Gjerpen IF. Mit der Damenmannschaft von Gjerpen stieg die Außenspielerin im Jahr 2016 in die höchste norwegische Spielklasse auf. In der Erstligaspielzeit 2016/17 warf sie die meisten Tore für Gjerpen. Da ihr anschließend die Motivation am Handball gefehlt hatte, beabsichtigte sie sich auf ihr Studium zu konzentrieren, welches sie in Kristiansand begann. Nachdem Kenneth Gabrielsen, der Handballtrainer des Erstligisten Vipers Kristiansand, erfahren hatte, dass Andersen nach Kristiansand umgezogen war, nahm er mit ihr Kontakt auf. Daraufhin lief sie für Våg in der dritthöchsten norwegischen Spielklasse auf und gehörte für den Notfall dem Kader der Vipers an. Durch den verletzungsbedingten Ausfall der beiden Außenspielerinnen Vilde Kaurin Jonassen und Karoline Olsen gab sie im September 2017 gegen Byåsen IL ihr Debüt für die Vipers. Einen Monat später lief sie in der EHF Champions League gegen die französische Mannschaft Metz Handball auf. Im November 2017 steuerte Andersen zehn Treffer beim 30:21-Halbfinalerfolg im norwegischen Pokal gegen Storhamar Håndball bei. Mit den Vipers gewann sie in der Saison 2017/18 sowohl die norwegische Meisterschaft als auch den norwegischen Pokal.
Andersen unterschrieb im Sommer 2018 einen Vertrag bei den Vipers. In der Saison 2018/19 verteidigte die Mannschaft das nationale Double. In derselben Saison stand sie mit den Vipers im Final Four der EHF Champions League, bei dem sie den dritten Platz belegte. Eine Spielzeit später gewannen die Vipers die Vorrunde der norwegischen Meisterschaft sowie den norwegischen Pokal. Aufgrund der COVID-19-Pandemie wurden im März 2020 die Play-offs der norwegischen Liga abgesetzt. Anschließend gewann sie 2021, 2022 und 2023 die EHF Champions League, 2021, 2022, 2023 und 2024 die norwegische Meisterschaft sowie 2021, 2022 und 2023 den norwegischen Pokal. Seit dem Insolvenzantrag der Vipers im Januar 2025 ist sie vereinslos.

### In der Nationalmannschaft
Andersen bestritt 12 Länderspiele für die norwegische Juniorinnenauswahl, in denen sie 44 Tore warf. Nachdem Andersen am 24. Juni 2016 ihr Debüt für die Juniorinnen gegeben hatte, nahm sie knapp eine Woche später an der U-20-Weltmeisterschaft 2016 teil. Sie trug insgesamt 39 Treffer zum Erreichen des fünften Platz bei. Andersen bestritt am 28. und 29. September 2018 zwei Länderspiele für die norwegische B-Nationalmannschaft, in denen sie fünf Treffer erzielte. Am 10. Oktober 2021 bestritt sie ihr Debüt für die norwegische A-Nationalmannschaft. Bei der Europameisterschaft 2022 gewann sie mit Norwegen den Titel. Andersen steuerte zehn Treffer zum Erfolg bei.